# Paul de Casteljau
Pour les articles homonymes, voir Faget (homonymie).
Paul de Faget de Casteljau, né le 19 novembre 1930 à Besançon et mort le 24 mars 2022 à Versailles, est un mathématicien et physicien français.

## Biographie
Paul de Casteljau est le benjamin d'une fratrie de sept garçons et filles. Sa grand-mère paternelle est Claude Joséphine Jeanne de Jouffroy d'Abbans (1853-1921),.
Il fait ses études à l'École normale supérieure (promotion sciences 1951).
Il est connu pour sa découverte des formes à pôles en 1959 et pour l'algorithme de Casteljau, développé alors qu'il travaille pour Citroën afin de calculer des courbes aujourd'hui connues sous le nom de courbes de Bézier. Il généralise ces courbes en utilisant des polynômes multilinéaires (polynômes à plusieurs variables où chaque variable apparaît à une puissance au plus 1), ce que l'on appelle aussi aujourd'hui le blossoming. Ses dernières recherches portent sur les quaternions et la géométrie métrique.

## Courbes de Casteljau ou de Bézier
Les courbes que l’on nomme de Casteljau - aussi appelées courbes de Bézier - ont été développées dans le domaine de la conception assistée par ordinateur (CAO) par Paul de Casteljau dès 1958 pour la société Citroën. Ce n’est qu’à partir de 1962 que Pierre Bézier travaille sur les représentations informatiques pour Renault (système Unisurf).
Comme l’admet Bézier, les contributions de Paul de Casteljau sont moins reconnues qu’elles le devraient parce que la politique de Citroën ne l’autorisait pas à publier ses recherches. Citroën était la première entreprise française à s’intéresser à la CAO, dès 1958. Paul de Casteljau mit à cette époque au point un système basé sur l’utilisation des polynômes de Bernstein mais devra attendre 1985 pour publier ses recherches, ce qui le priva d’une grande part de la célébrité qu’il aurait méritée pour ses inventions et découvertes.
D’après Bézier, « chez Citroën, une recherche assez semblable à la mienne avait été menée dès 1958 par un mathématicien, Paul de Casteljau. Mais elle n'avait pas été rendue publique. À ce propos, durant des années, quand je présentais mes travaux à la Régie Renault ou ailleurs, j'invoquais les recherches d'un professeur mythique que j'avais appelé Durant. Je lui avais attribué les résultats de mes propres réflexions, ce qui donnait confiance aux gens. Parce que si j'avais dit qu'il s'agissait de polynômes définis par moi-même, je crois que je serais devenu une abomination pour la maison ! Alors je parlais des fonctions de Durant et les gens regardaient les courbes, très satisfaits. J'ai même enseigné ces fonctions au Conservatoire national des arts et métiers. On m'a encore demandé des nouvelles de Durant, voici trois ans chez General Motors... Plus sérieusement, la propriété intellectuelle sur ce travail devrait pourtant être partagée avec Paul de Casteljau, dont je ne manque jamais de citer la contribution. »
Il faut rappeler que dans l'esprit Citroën, la règle veut que les problèmes soient strictement cloisonnés : Paul de Casteljau devait trouver une définition numérique d'une courbe, une fois que celle-ci avait été tracée par le bureau d'études, afin de pouvoir la transmettre à l'atelier.

## Autres contributions
Ses contributions au-delà de la modélisation géométrique, qui n'ont été connues qu'à titre posthume sur le plan international, sont remarquables :
- une généralisation de l'algorithme d'Euclide à plusieurs variables, avec de nombreuses applications en théorie des nombres ;
- une généralisation du nombre d'or pour une utilisation dans les polygones réguliers et donc pour la résolution d'équations polynomiales ;
- une généralisation du cercle des 9 points à la strophoïde des 14 points ;
- une représentation des transformations de Lorentz relativistes sous forme de quaternions ;
- une vision de l'optique géométrique qui complète la condition du sinus d'Abbe.

## Prix
En 2012, le comité de la SMA (Solid Modeling Association) décerne à l’unanimité son prix Bézier 2012 à Paul de Casteljau en espérant que le prix puisse offrir à son lauréat une part de reconnaissance bien méritée bien que tardive.

## Ouvrages
- Paul de Casteljau, Courbes à pôles, INPI, 1959
- Paul de Casteljau, Surfaces à pôles, INPI, 1963
- Mathématiques et CAO : Formes à pôles, vol. 2, Hermès, 1986, 2e éd., 115 p. (ISBN 2-86601-042-6)
- Les Quaternions, Hermès, coll. « Traité des nouvelles technologies », 1987 (ISBN 978-2-86601-103-1)
- Le Lissage, Hermès, coll. « Traité des nouvelles technologies », 1990 (ISBN 978-2866012267)
- « POLynomials, POLar Forms, and InterPOLation », dans Tom Lyche et Larry L. Schumaker, Mathematical methods in computer aided geometric design II, Academic Press, 1er septembre 1992, 617 p. (ISBN 978-1-4832-5798-3), p. 57-68
- « Splines Focales », dans Pierre-Jean Laurent, Alain Le Méhauté, Larry Schumaker (éd.), Curves and Surfaces in Geometric Design, Wellesley, AK Peters, 1994, xvi+490 p. (ISBN 1-568-81039-3), p. 91-103